# Synagoga w Sadagórze

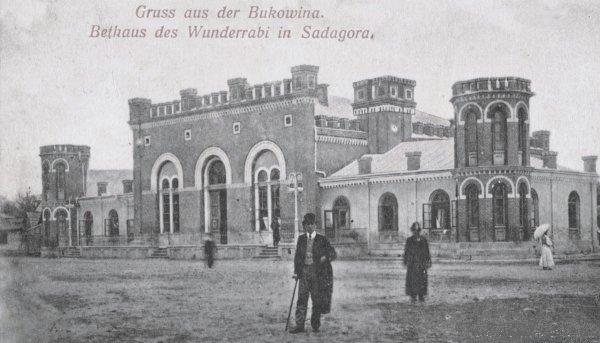
Budynek bóżnicy na austriackiej pocztówce sprzed I wojny światowej

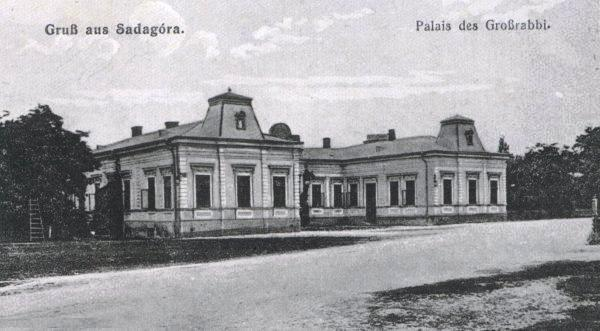
Pałac rabina

Synagoga w Sadagórze (ukr. Cинагогa y Садгорi, jid. ‏סאַדיגאָראַ־קלויז‎ Sadigora-klojz) – żydowska bóżnica położona w dawnym miasteczku Sadagóra koło Czerniowiec, obecnie dzielnicy miasta.
Została wzniesiona w 1842 roku wraz z rodzinnym pałacem ze środków cadyka Izraela Friedmana. Jako fundament budowli posłużyła ziemia przywieziona dwa wieki wcześniej z Jerozolimy.